# Запілля (Червенський район)
Запілля (біл. вёска Запольле) — село в складі Червенського району Мінської області, Білорусь. Село підпорядковане Смиловичівській селищній раді, розташоване в центральній частині області.